# Sintagma preposicional
Quan un conjunt de paraules s'inicia amb una preposició, s'anomena sintagma preposicional (per exemple: la casa del meu fill).
S'anomena construcció exocèntrica perquè, a diferència dels altres sintagmes tradicionals, no rep el nom de la paraula amb més càrrega de significat (que seria el nom), no té un nucli clar perquè usualment l'existència d'una preposició o d'una altra ve exigida per una altra paraula (per exemple el verb pensar exigeix la preposició "en").
El sintagma preposicional no ha de seguir la concordança de la resta dels elements de l'oració i té una funció pròpia, fet que explica que es postuli com a entitat independent malgrat la polèmica sobre el seu nom o el seu nucli (hi ha teòrics que sí que consideren que la preposició actua com a nucli).

## En català
Les funcions sintàctiques que pot fer un sintagma preposicional en català són:
- complement del nom: les flors del balcó, un llibre amb il·lustracions
- complement de l'adjectiu: content de veure't, satisfet amb les notes
- complement de l'adverbi: lluny de tu
- complement directe (amb tothom, ningú, algú, altri, qui o el qual): No hem vist a ningú
- complement indirecte: He comprat unes flors a la meva mare
- complement circumstancial: Viatjarem a Itàlia, Tot era diferent en aquells temps
- atribut: Aquests nois són de Calella
- complement de règim verbal: No parlaré de vosaltres